# Le Champ-de-la-Pierre
Le Champ-de-la-Pierre est une commune française, située dans le département de l'Orne en région Normandie, peuplée de 29 habitants.

## Géographie
Inscrite dans le Bocage normand et le parc naturel régional Normandie-Maine, la commune, au sous-sol de granite rouge, présente de nombreux étangs anciens. Son bourg est à 4 km au sud de Rânes, à 7,5 km au nord-est de Carrouges et à 14 km à l'est de La Ferté-Macé.
Couvrant 405 hectares, le territoire est le moins étendu du canton de Carrouges ; 95 % appartiennent à la famille d'Andigné.
| Rânes        | Rânes                 | Saint-Martin-l'Aiguillon |
| Joué-du-Bois | du Champ-de-la-Pierre | Saint-Martin-l'Aiguillon |
| Joué-du-Bois | Joué-du-Bois          | Saint-Martin-l'Aiguillon |

### Hydrographie
La commune est située dans le bassin Seine-Normandie. Elle est drainée par le Couillard, le fossé 01 de l'Étang de la Fendrie et le fossé 01 du Mont Drouet,,.
Le Couillard, d'une longueur de 11 km, prend sa source dans la commune de Joué-du-Bois et se jette  dans l'Udon à Vieux-Pont, après avoir traversé cinq communes. 
Deux plans d'eau complètent le réseau hydrographique : l'étang de la Fendrie (8,84 ha) et l'étang de la Forge (10,22 ha),.

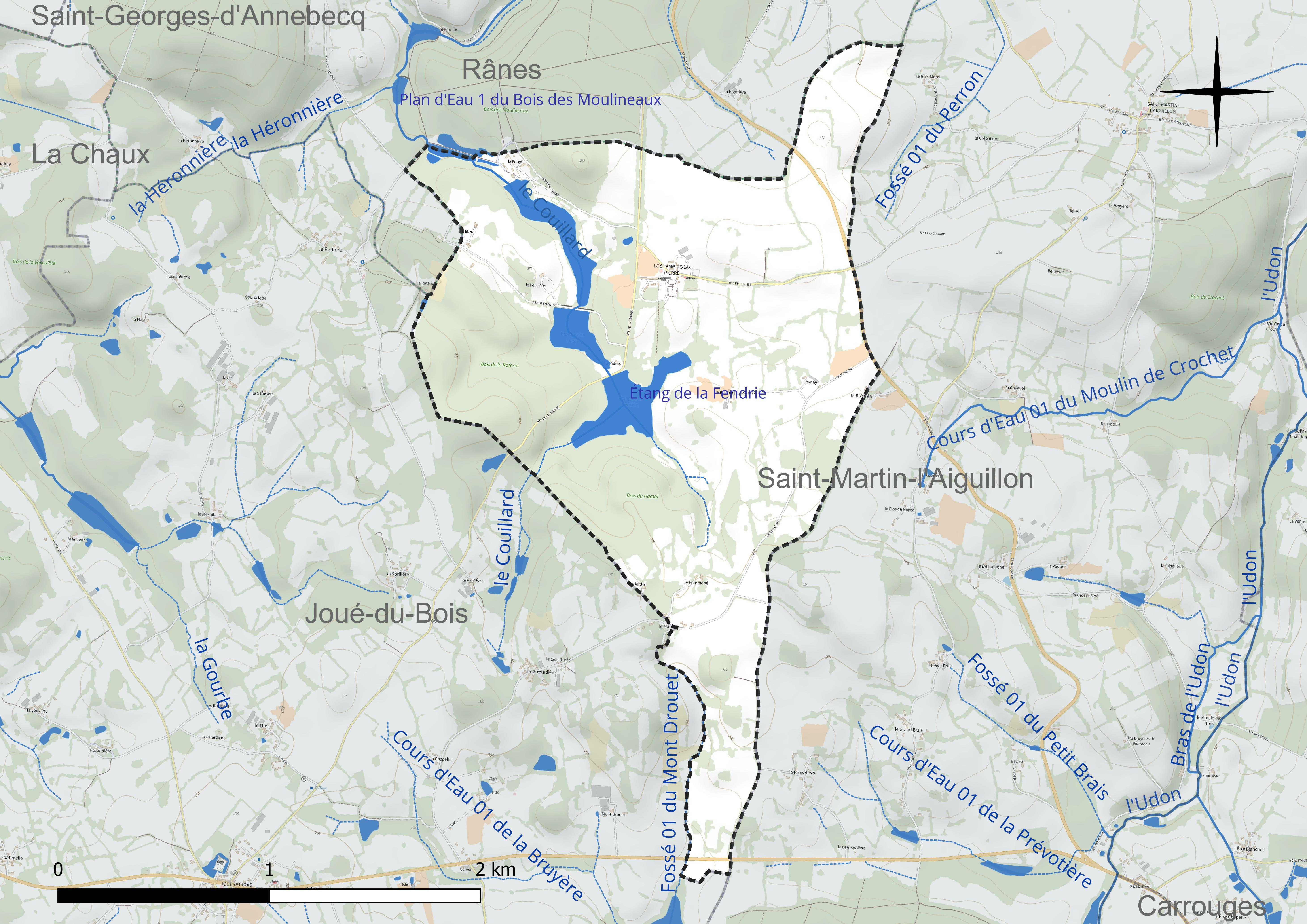
Réseau hydrographique du Champ-de-la-Pierre.

### Climat
Pour des articles plus généraux, voir Climat de la Normandie et Climat de l'Orne.
En 2010, le climat de la commune est de type climat océanique altéré, selon une étude du CNRS s'appuyant sur une série de données couvrant la période 1971-2000. En 2020, Météo-France publie une typologie des climats de la France métropolitaine dans laquelle la commune est exposée à un climat océanique et est dans la région climatique Normandie (Cotentin, Orne), caractérisée par une pluviométrie relativement élevée (850 mm/a) et un été frais (15,5 °C) et venté. Parallèlement le GIEC normand, un groupe régional d’experts sur le climat, différencie quant à lui, dans une étude de 2020, trois grands types de climats pour la région Normandie, nuancés à une échelle plus fine par les facteurs géographiques locaux. La commune est, selon ce zonage, exposée à un « climat contrasté des collines », correspondant au Bocage normand, bien arrosé, voire très arrosé sur les reliefs les plus exposés au flux d’ouest, et frais en raison de l’altitude.
Pour la période 1971-2000, la température annuelle moyenne est de 9,9 °C, avec une amplitude thermique annuelle de 13,9 °C. Le cumul annuel moyen de précipitations est de 881 mm, avec 13,3 jours de précipitations en janvier et 8,4 jours en juillet. Pour la période 1991-2020, la température moyenne annuelle observée sur la station météorologique la plus proche, située sur la commune de Briouze à 16 km à vol d'oiseau, est de 10,9 °C et le cumul annuel moyen de précipitations est de 920,5 mm,. Pour l'avenir, les paramètres climatiques de la commune estimés pour 2050 selon différents scénarios d’émission de gaz à effet de serre sont consultables sur un site dédié publié par Météo-France en novembre 2022.

## Urbanisme

### Typologie
Au 1er janvier 2024, Le Champ-de-la-Pierre est catégorisée commune rurale à habitat très dispersé, selon la nouvelle grille communale de densité à sept niveaux définie par l'Insee en 2022.
Elle est située hors unité urbaine et hors attraction des villes,.

### Occupation des sols
L'occupation des sols de la commune, telle qu'elle ressort de la base de données européenne d’occupation biophysique des sols Corine Land Cover (CLC), est marquée par l'importance des territoires agricoles (64,9 % en 2018), une proportion identique à celle de 1990 (64,9 %). La répartition détaillée en 2018 est la suivante : 
prairies (37,1 %), forêts (29 %), terres arables (23,8 %), eaux continentales (6,1 %), zones agricoles hétérogènes (3,9 %). L'évolution de l’occupation des sols de la commune et de ses infrastructures peut être observée sur les différentes représentations cartographiques du territoire : la carte de Cassini (XVIIIe siècle), la carte d'état-major (1820-1866) et les cartes ou photos aériennes de l'IGN pour la période actuelle (1950 à aujourd'hui).

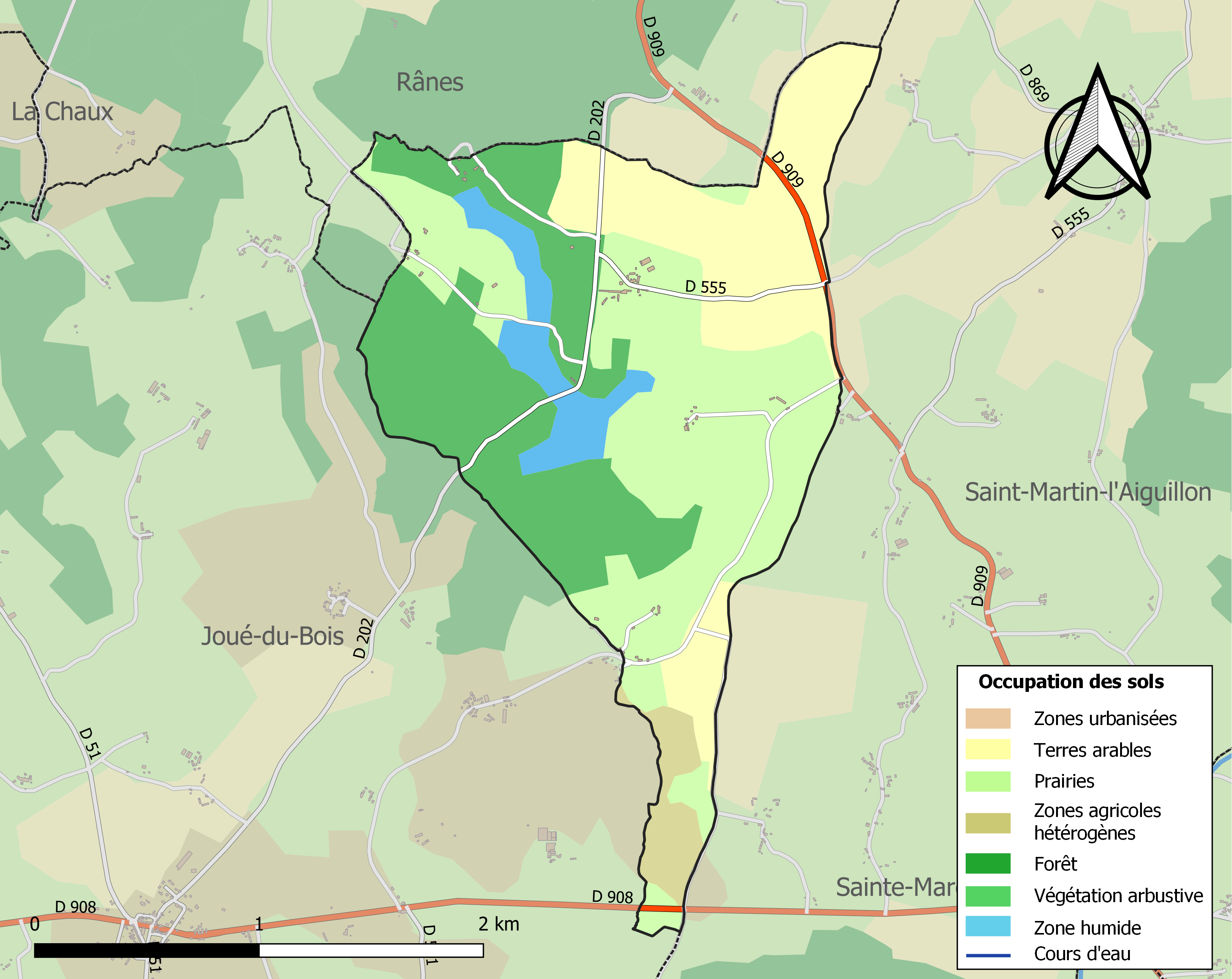
Carte des infrastructures et de l'occupation des sols de la commune en 2018 (CLC).

## Toponymie
Le nom de la localité est attesté sous les formes Campus Petre ou Campus Petrae est cité en 1335 dans un pouillé du diocèse de Séez.
Il peut s'agir d'un champ pierreux, mais pour Dauzat et Rostaing, ce serait plutôt « le champ du mégalithe » sans préciser lequel, or aucun mégalithe n'est présent.

## Histoire
La commune s'est développée autour d'importantes forges en activité du XVIe au XIXe siècle, dont demeure le haut fourneau classé monument historique.
Le Champ-de-la-Pierre présente des villages restaurés traditionnellement au Bois Viel, Hamel, Pommerel, l'Aulnay, la Fendrie, les Monts, la Foncière, la Boisnière, la Forge, le Bourg avec la mairie, etc.

## Politique et administration
| Période                                  | Période   | Identité            | Étiquette | Qualité                                |
| ---------------------------------------- | --------- | ------------------- | --------- | -------------------------------------- |
| mars 1946                                | mars 2005 | Hubert d'Andigné    | RPR       | Président du conseil général, sénateur |
| mars 2005                                | En cours  | Jeanne-Marie Boudet | SE        | Mère au foyer, fille du précédent      |
| Les données manquantes sont à compléter. |           |                     |           |                                        |

Le conseil municipal est composé de sept membres dont le maire et deux adjoints.
La commune est réputée pour ses taux de participation exceptionnels lors des différentes élections. Ainsi, avec 100% de participation, elle reçoit des diplômes de civisme pour les élections de 1973, 1988 et 2022.

## Démographie
L'évolution du nombre d'habitants est connue à travers les recensements de la population effectués dans la commune depuis 1793. Pour les communes de moins de 10 000 habitants, une enquête de recensement portant sur toute la population est réalisée tous les cinq ans, les populations de référence des années intermédiaires étant quant à elles estimées par interpolation ou extrapolation. Pour la commune, le premier recensement exhaustif entrant dans le cadre du nouveau dispositif a été réalisé en 2004.
En 2022, la commune comptait 29 habitants, en évolution de −35,56 % par rapport à 2016 (Orne : −3,21 %, France hors Mayotte : +2,11 %).Le Champ-de-la-Pierre a compté jusqu'à 244 habitants en 1851. Elle est en 2010 la commune la moins peuplée de l'arrondissement d'Alençon.
| 1793 | 1800 | 1806 | 1821 | 1836 | 1841 | 1846 | 1851 | 1856 |
| ---- | ---- | ---- | ---- | ---- | ---- | ---- | ---- | ---- |
| 145  | 155  | 150  | 182  | 210  | 221  | 225  | 244  | 200  |

| 1861 | 1866 | 1872 | 1876 | 1881 | 1886 | 1891 | 1896 | 1901 |
| ---- | ---- | ---- | ---- | ---- | ---- | ---- | ---- | ---- |
| 190  | 180  | 169  | 155  | 137  | 129  | 124  | 111  | 85   |

| 1906 | 1911 | 1921 | 1926 | 1931 | 1936 | 1946 | 1954 | 1962 |
| ---- | ---- | ---- | ---- | ---- | ---- | ---- | ---- | ---- |
| 91   | 101  | 85   | 84   | 53   | 62   | 56   | 57   | 54   |

| 1968 | 1975 | 1982 | 1990 | 1999 | 2004 | 2006 | 2009 | 2014 |
| ---- | ---- | ---- | ---- | ---- | ---- | ---- | ---- | ---- |
| 50   | 52   | 50   | 58   | 23   | 25   | 24   | 40   | 43   |

| 2019 | 2022 | - | - | - | - | - | - | - |
| ---- | ---- | - | - | - | - | - | - | - |
| 33   | 29   | - | - | - | - | - | - | - |

## Lieux et monuments

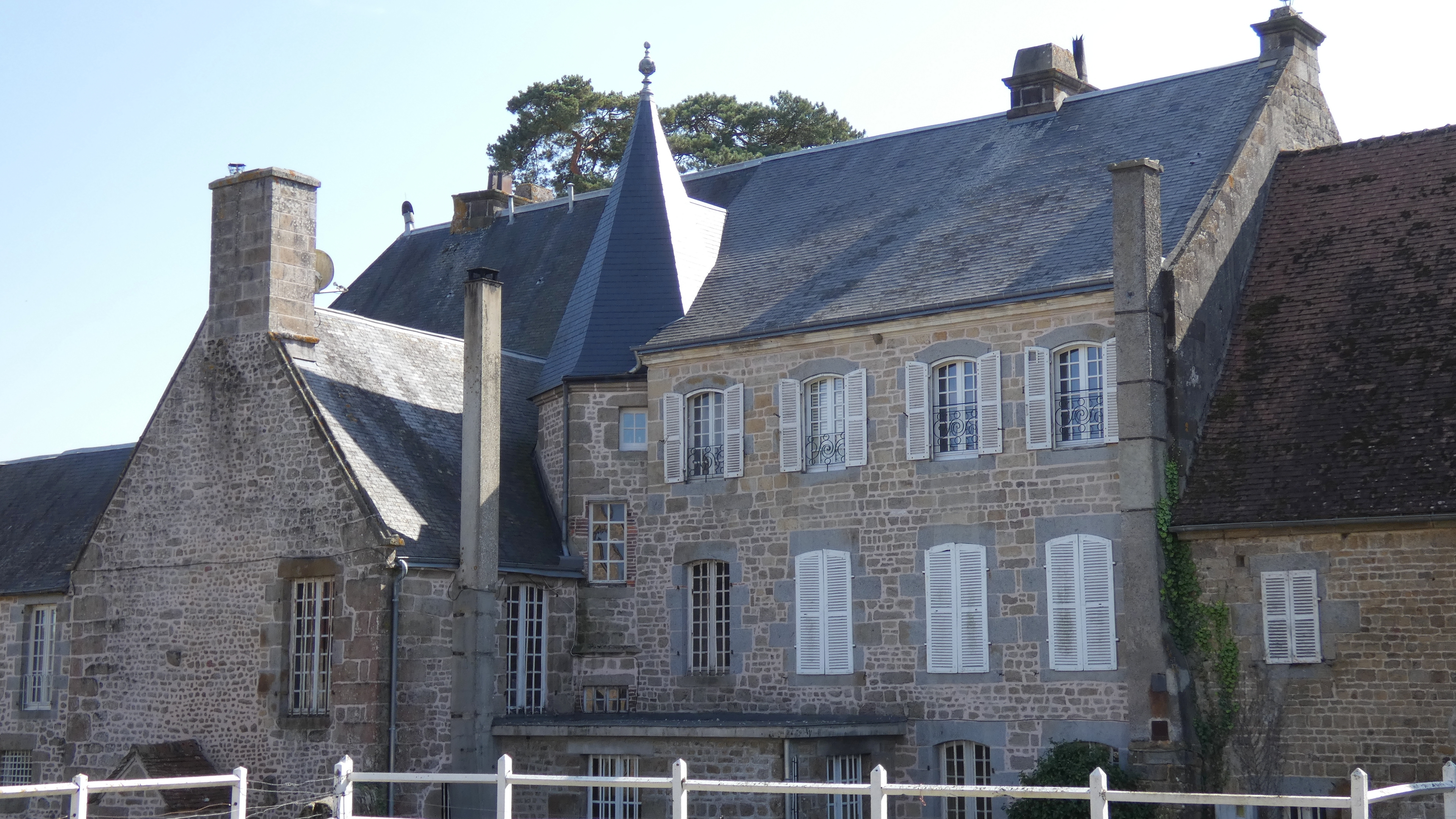
Le château.

- Le château, et son parc inscrit aux Monuments historiques[30]. avec un labyrinthe végétal.
- Ancienne forge avec haut fourneau, classée Monument historique[31].
- L'église Saint-Pierre (Reconstruction), ouverte toute l'année, vitraux contemporains de François Chapuis.
- Étang de la Forge, étang de la Fendrie.

## Personnalités liées à la commune
- Hubert d'Andigné (1917-2005), sénateur et président du conseil général de l'Orne, a dirigé la commune pendant 59 ans.
- Bruno Berliner (1957-1986), du célèbre gang des postiches, a habité au Hamel, hameau de la commune, dans les années 1980.